# エチオピア内戦
エチオピア内戦（エチオピアないせん）は、1974年9月から1991年6月にかけてエチオピアとエリトリアでの共産主義を掲げるエチオピア人民民主共和国政府と国内の反政府勢力の対立による内戦である。
エチオピア暫定軍事行政評議会(通称デルグ)は1974年9月12日のクーデターで皇帝ハイレ・セラシエ1世とエチオピア帝国を廃し、マルクス・レーニン主義を掲げる軍事暫定政府を樹立した(エチオピア革命)。 この内戦では以前より国内で起こっていたエリトリア独立戦争でのエリトリア分離主義者に加え、共産主義者から反共主義者といった様々な政治組織や各民族の解放戦線など民族組織が、ソ連の支援を受けたデルグに対し、武力によって抵抗した。デルグはこれらの反乱軍を軍事的な作戦や赤色テロによって制圧していた。 1980年代中頃までにはエチオピア飢饉や経済の衰退、デルグ政権の失策による国内の荒廃によって、反乱軍を支持する民衆が増加した。デルグは1987年に解散し、エチオピア労働者党によるエチオピア人民民主共和国を建国する。しかし、同国を支援していたソビエト連邦が支援を打ち切りはじめ、1980年代後半には政府軍が反乱軍に敗北を重ねるようになった。1991年5月にエチオピア人民民主共和国がエリトリア独立戦争で敗北し、メンギスツ・ハイレ・マリアム大統領は国外逃亡する。そして、1991年6月4日にエチオピア人民革命民主戦線が首都アディスアベバに進駐して内戦は終結した。
エチオピア人民民主共和国は解散し、ティグレ人民解放戦線主導のエチオピア暫定政府が樹立されることとなった。
エチオピア内戦では少なくとも140万人が死亡したが、戦闘や暴力で死亡したのは40万人にとどまり、100万人以上が戦争に伴う飢饉によって餓死した。